# Candona tahoensis
Candona tahoensis är en kräftdjursart som beskrevs av Ferguson 1966. Candona tahoensis ingår i släktet Candona och familjen Candonidae. Inga underarter finns listade.